# 马瑟布
马瑟布（法語：Masseube，法語發音：[masœb]）是法国热尔省的一个市镇，属于米朗德区。

## 地理
马瑟布（43°25'47"N, 0°34'44"E）面积21.03 平方千米，位于法国奧克西塔尼大區热尔省，该省份为法国西南部内陆省份，北起顺时针与洛特-加龙省、塔恩-加龙省、上加龙省、上比利牛斯省、大西洋比利牛斯省和朗德省接壤。
与马瑟布接壤的市镇（或旧市镇、城区）包括：贝勒加德、贝聚-巴容、埃斯克拉桑拉巴斯蒂德、拉巴特、卢尔蒂-蒙布兰、帕纳萨克、普伊卢布兰。

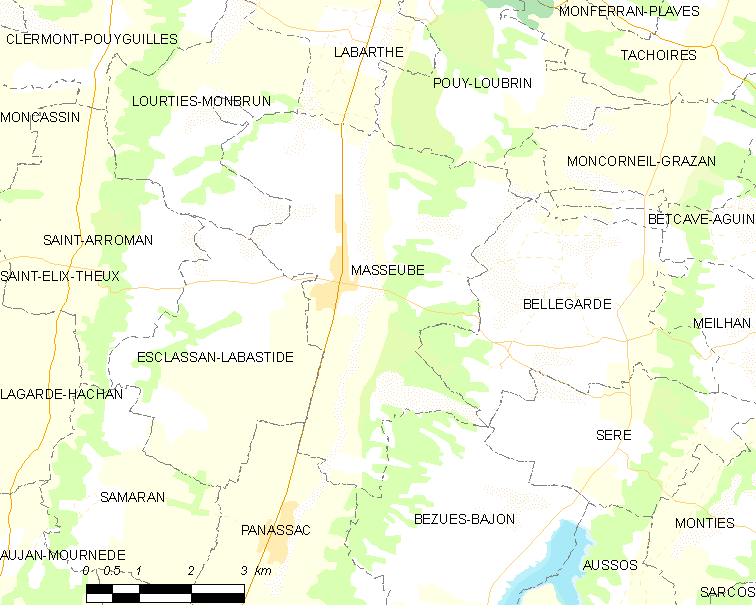
马瑟布的OSM定位图

马瑟布的时区为UTC+01:00、UTC+02:00（夏令时）。

## 行政
马瑟布的邮政编码为32140，INSEE市镇编码为32242。

## 政治
马瑟布所属的省级选区为阿斯塔拉克-日莫讷县。

## 人口

1962-2008年间马瑟布人口变化图示

马瑟布于2022年1月1日时的人口数量为1525人。